# The Legend of Heroes: A Tear of Vermillion
The Legend of Heroes: A Tear of Vermillion (英雄伝説ＩV 朱紅い雫?, Eiyū densetsu IV akai shizuku, lett. "La leggenda degli eroi IV: La Goccia Rossa") è un videogioco sviluppato dalla Nihon Falcom in collaborazione con la MiCROVision Inc. nel 1996. Il gioco è stato pubblicato per NEC PC-9801 e successivamente per sistemi operativi DOS e Windows. Nel 2005 è stato sviluppato un remake per PlayStation Portable.Il gioco è il terzo capitolo della serie The Legend of Heroes e secondo della trilogia di Gagharv.
Ambientato nel continente di El Phildin separato dal continente di Tirasweel da una profonda voragine conosciuta col nome di Gagharv.
Il gioco segue la storia di Avin un giovane che insieme all' amico Mile parte alla ricerca della sorella Eimelle da cui si è separato da bambino dopo l'attacco della cattedrale da parte degli Apostoli oscuri.

## Modalità di gioco
Il gioco si compone di battaglie a turni che iniziano toccando i nemici sulla mappa. I nemici si comportano i modi diversi a seconda del livello dei personaggi disponibili al giocatore. Le battaglie si svolgono su una mappa nella quale i personaggi possiedono un campo di movimento e a volte devono muoversi per attaccare i nemici distanti. Oltre agli attacchi fisici il giocatore possiede la possibilità di usare magie utilizzando un certo numero di potere magico e attacchi finali che possono essere rilasciati quando la barra POWER viene riempita eseguendo azioni in battaglia. Il gioco a differenza degli altri giochi della serie possiede un Pet System che permette al giocatore di avere un animale che lo accompagna aiutandolo in battaglia o consegnando oggetti.

## Colonna sonora
La colonna sonora del gioco è composta dal Falcom Sound Team jdk (Mieko Ishikawa, Atsushi Shirakawa, Hirofumi Matsuoka, Masaru Nakajima, Naoki Kaneda, Satoshi Arai) e arrangiata dal Falcom Sound Team jdk (Hiroshi Matsumoto, Atsushi Shirakawa, Hayato Sonoda, Hirokazu Matsumura, Wataru Ishibashi, Maiko Hattori). Le musiche del gioco sono state pubblicate in due versioni: una pubblicata il 21 giugno 1996 dell'etichetta King Record col nome Music from Eiyū Densetsu IV Akai Shizuku (ミュージックフロム 英雄伝説IV 朱紅い雫?) e la seconda il 10 febbraio 2001 pubblicata dalla Nihon Falcom col nome The Legend of Heroes IV:A Tear of Vermillion (Original Soundtrack) (オリジナルサウンドトラック 英雄伝説IV「朱紅い雫」?) entrambe dalla durata di 2 ore e divisa in due dischi. 